# Pierre Claverie
Pierre Lucien Claverie (Bab El Oued, Argelia, 8 de mayo de 1938-Orán, Argelia, 1 de agosto de 1996) fue un religioso de la orden de los dominicos y argelino de nacimiento. Fue obispo de la diócesis de Orán desde el 25 de mayo de 1981 hasta el momento de su asesinato. La Iglesia católica lo considera beato. Su fiesta litúrgica se celebra el 8 de mayo.

## Biografía
Pierre Claverie, de nacionalidad francesa, nació en un barrio obrero de Argel llamado Bab el Oued, el 8 de mayo de 1938. Creció en el seno de una familia no particularmente devota, aunque profesaba el credo católico, que llevaba cuatro generaciones viviendo en Argelia. Pierre tuvo su primer contacto con la orden de los dominicos a los 11 años, cuando se apuntó a un grupo de Boy Scouts bajo la supervisión de religiosos de esta orden. 
Después de terminar sus estudios secundarios, fue a Grenoble, Francia, para estudiar en la Universidad de Grenoble. Fue en esta ciudad donde conoció el rechazo hacia las personas que se manifestaban en contra de la presencia de Francia en Argelia. Fue también allí donde se dio cuenta de las limitaciones de lo que hasta entonces él consideraba Francia, y que más tarde llamaría ¨la burbuja colonialista¨.
En 1958, Pierre entró en la orden de los Dominicos y empezó su noviciado en el monasterio de Lille. Terminó sus estudios en Le Saulchoir, un instituto dominico cerca de París. Durante este tiempo, la guerra de la independencia de Argelia, que había empezado en 1954, llegó a su fin en 1962. Tres años más tarde, en 1965, Pierre Claverie fue ordenado sacerdote.

## La elección de Argelia
Pierre Claverie decidió volver a Argelia en 1967 más por el deseo de participar en la reconstrucción de un país que apenas había alcanzado la independencia, que por nostalgia. Impulsado por esta idea, aprendió árabe y se convirtió en un punto de referencia para temas relacionados con el islam. Desde 1973 a 1981 dirigió el Centre des Glycines, un centro educativo para el estudio del árabe y del islam. Este centro, que en principio fue construido para acoger a los religiosos que querían servir en Argelia, se dedicó a este propósito gracias al incremento de musulmanes que querían aprender árabe tras la independencia, ya que había sido el francés la lengua oficial durante la colonización.
Pierre Claverie fue un hombre de diálogo que participó en numerosos encuentros entre cristianos y musulmanes, aunque al mismo tiempo también era crítico con la formalidad con la que se organizaban las conferencias entre religiones cuando éstas afrontaban los temas de forma superficial. Pierre Claverie fue nombrado obispo de la Iglesia católica de la diócesis de Orán en 21 de mayo de 1981 y consagrado por el cardenal Leon Etienne Duval, en octubre de ese mismo año.
Su conocimiento sobre el islam era tan extenso y reconocido que la gente del lugar le llamaban el obispo de los musulmanes, un título que él recibió con afecto, ya que soñaba con establecer un diálogo real entre creyentes, sin importar que la religión fuera cristiana o musulmana.

## La Guerra Civil
Desde 1992, y después del estallido de la guerra civil en Argelia, la Iglesia católica, que servía principalmente a trabajadores extranjeros en la zona, recibió diversas amenazas. Muchas voces desde Europa aconsejaban a la Iglesia católica abandonar el país, sin embargo, Pierre Claverie se opuso firmemente a esta idea, ya que, aunque nunca conseguiría obtener la nacionalidad argelina, él se consideraba argelino y se negaba a abandonar a las personas de este país, cuyo destino estaba inexorablemente ligado al suyo. Durante este tiempo, él también se negó a quedarse callado, ya que cuando lo consideraba necesario, no dudaba en criticar públicamente las dos fuerzas que vivían la tragedia de la guerra civil: El frente islámico de Salut (FIS) y el gobierno argelino.
El 26 de mayo de 1996 ocurrió el tristemente famoso asesinato de los monjes del monasterio de Tibhirine. Pierre Claverie sabía que su vida también estaba en peligro y aun así continuó en Argelia. El primero de agosto de 1996, una bomba estalló en la puerta de entrada al obispado llevándose la vida de Pierre y de su joven chófer y amigo Mohamed un poco antes de la medianoche. Pierre Claverie llegaba de un viaje a Argel donde se había reunido con el primer ministro de exteriores francés para hablar del riesgo que corrían los ciudadanos franceses en Argelia. El 23 de marzo de 1998, trece personas fueron condenadas a la pena capital por su implicación en el atentado de Pierre. La Iglesia católica intentó en repetidas ocasiones, aunque sin éxito, la nulidad de la sentencia.
El 26 de enero de 2018 el papa Francisco aprobó el martirio del obispo y sus compañeros. La ceremonia de beatificación se celebró en Argelia el 8 de diciembre de 2018, junto con la de otros fieles católicos asesinados durante la guerra civil.

## Pierre et Mohamed
Pierre et Mohamed es una obra de teatro escrita por Adrien Candiard, producida por Francesco Agnello y presentada en el festival de Aviñón en 2011. Esta obra está basada en textos escritos por el propio Pierre Claverie e inspirada en la figura de Mohamed Bouchikhi. Su representación continúa en diferentes ciudades en Francia y en países de habla francesa. Esta obra presenta un mensaje de hermandad y respeto entre religiones a través del diálogo. En la obra, que es más una meditación que un drama, el actor, Baptiste Germain, interpreta el papel de los dos personajes, y Francesco Agnello es el autor de la música. El compromiso de Pierre Claverie por la causa queda claramente reflejado en uno de los fragmentos de la obra: 
“La religión puede desencadenar una de las peores formas de fanatismo, ya que hay personas que se apoderan de la idea de la divinidad bien para alimentar su ansia de poder, o simplemente por falta de conocimiento. Todas las religiones corren el peligro de ser utilizadas como instrumento de opresión y alienación. No dejemos que la lectura literal de los textos sagrados asfixie al Espíritu. Podemos luchar contra estas distorsiones de la fe, no sólo por nuestra fe sino por la fe de otros credos, manteniendo el diálogo en lugar de creer en convulsiones externas que apoyen las diferencias. El diálogo debe reavivarse constantemente. Es la única forma de desarmar el fanatismo en nosotros mismos y en los demás.” 

Para más información de la obra (http://www.pierre-et-mohamed.com/)

## Libros
Textos y mensajes de Pierre Claverie
- Le Livre de la Foi, por Pierre Claverie et les Evêques du Magreb, Ediciones du Cerf, París 1996,157 p.
- Lettres et Mensajes d'Algérie, Ediciones Karthala,París 1996 222p.
- Donner sa vie: Seis jours de retraite sur l'Eucharistie, Éditions du Cerf, París, 2003, 120 p.
- Ii est tout de même permis d'être heureux: Lettres familiales 1967-1969, la edición presentada y anotada por Eric Gustavson, cuñado de Pierre Claverie, con la asistencia de la hermana Anne Catherine Meyer, OP, prefacio por Jean- Jacques Pérennès, OP, Éditions du Cerf, París, 2003, 688 p.
- Petit traité de la rencontre et du Diálogo, Éditions du Cerf, París, 2004, 176 p.
- Je ne savais pas mon nom...Mémoires d'une religieuse anonyme: Presentado por la hermana Anne Catherine Meyer, OP, Éditions du Cerf, París, 2006, 192 p.
- Cette Contradicción continuellement vécue: Lettres familiales 1969-1975, la edición presentada y anotado por Eric Gustavson, con la asistencia de la hermana Anne Catherine Meyer, OP, prefacio por Jean- Jacques Pérennès, OP, Éditions du Cerf, París, 2007, 800 p.
- Humanité Plurielle, Éditions du Cerf, París, 2008, 336 p.
- Marie la Vivante: Sept jours de retraite avec Marie, presentado por la hermana Anne Catherine Meyer, OP, Éditions du Cerf, París, 2008, 320 p.
- Petite Introducción à l' Islam, presentado por la hermana Anne Catherine Meyer, OP, Éditions du Cerf, 2010, 112 p.
- Quel bonheur d'être croyant!  Vie religieuse en terre algérienne,  presentado por la hermana Anne Catherine Meyer, OP, Éditions du Cerf, París, 2012, 304 p.
- Là où se posent les vraies Cuestiones: Lettres familiales 1975-1981, la edición presentada y anotada por Eric Gustavson con la asistencia de la hermana Anne Catherine Meyer, OP, prefacio por Jean- Jacques Pérennès, OP , Éditions du Cerf, París, 2012, 784 p.
- Prier 15 jours avec Pierre Claverie Evêque d'mártir de Oran, Ediciones Nouvelle Cité, Francia, 2011, 127 p.